# Sidney J. Furie
Sidney J. Furie   (Toronto, 25 de febrer de 1933) és un productor, director de cinema i guionista canadenc.

## Biografia
Sidney J. Furie és llicenciat com a director de TV per la Canadian Broadcasting Corporation. Productor abans dels 25, Furie va treballar en la sèrie canadenca Hudson's Bay. El 1957, produïa, escrivia i dirigia el seu primer film, A Dangerous Age (1957) i després A Cool Sound from Hell (1959), les dues finançades independentment, abans d'emigrar a Londres el 1960. Furie va aconseguir uns quants èxits de crítica per The Young Ones (1961) i The Leather Boys (1962) abans de trobar l'èxit de recaptació amb el thriller d'espies L'expedient Ipcress (1965) que guanyava el premi BAFTA a la millor pel·lícula. Michael Caine seria nominat al BAFTA al millor actor a causa de l'èxit de la pel·lícula. La pel·lícula també entraria en competició al Festival de Cinema de Cannes.
Seguirien aquest triomf amb pel·lícules finançades per Hollywood com The Naked Runner (1967), Big Fauss and Little Halsy (1970), i Lady Sings the Blues - nominada a l'Oscar - (1972).
Havent tocat tots els gèneres, Furie ha dirigit pel·lícules protagonitzades per Marlon Brando, Frank Sinatra, Robert Redford, Diana Ross, Michael Caine, Peter O'Toole, Rodney Dangerfield, Barbara Hershey, Gene Hackman, Donald Sutherland, Laurence Olivier, i altres.

## Filmografia
Filmografia:

### Productor
- 1959: A Dangerous Age
- 1959: A Cool Sound from Hell
- 1961: During One Night
- 1962: The Boys
- 1984: Purple Hearts
- 2005: American Soldiers

### Director
- 1959: A Dangerous Age
- 1959: A Cool Sound from Hell
- 1961: Doctor Blood's Coffin
- 1961: The Snake Woman
- 1961: Three on a Spree
- 1961: During One Night
- 1961: The Young Ones
- 1962: The Boys
- 1964: The Leather Boys
- 1964: Devil Doll (no surt als crèdits)
- 1964: Wonderful Life
- 1965: L'expedient Ipcress (The Ipcress File)
- 1966: The Appaloosa
- 1967: El solitari (The Naked Runner)
- 1970: The Lawyer
- 1970: Little Fauss and Big Halsy
- 1972: Lady Sings the Blues
- 1973: Hit!
- 1975: Sheila Levine Is Dead and Living in New York
- 1976: Gable and Lombard
- 1978: Els nois de la companyia C (The Boys in Company C)
- 1982: L'ens (The Entity)
- 1984: Purple Hearts
- 1986: Iron Eagle
- 1987: Superman IV: The Quest for Peace
- 1988: Iron Eagle II
- 1991: The Taking of Beverly Hills
- 1992: Ladybugs
- 1995: Iron Eagle IV
- 1996: Punt d'impacte (Hollow Point)
- 1997: Al cim del món (Top of the World)
- 1997: The Rage
- 1997: Married to a Stranger (TV)
- 1998: In Her Defense
- 1999: The Collectors (TV)
- 2000: Cord
- 2000: My 5 Wives
- 2000: A Friday Night Date (TV)
- 2001: The Circle
- 2001: Donzi: The Legend
- 2001: Going Back (TV)
- 2002: Global Heresy
- 2002: Partners in Action
- 2003: Desafiament a les aules (Detention)
- 2004: Direct Action
- 2005: American Soldiers
- 2006: The Veteran (TV)

### Guionista
- 1959: A Dangerous Age
- 1959: A Cool Sound from Hell
- 1961: During One Night
- 1970: The Lawyer
- 1978: The Boys in Company C
- 1984: Purple Hearts
- 1986: Iron Eagle

## Premis i nominacions

### Premis
1966: BAFTA a la millor pel·lícula britànica per L'expedient Ipcress

### Nominacions
- 1965: Palma d'Or per L'expedient Ipcress[4]
- 1980: Razzie Award al pitjor director, amb Richard Fleischer per The Jazz Singer